# Maningoza
Le Maningoza est un fleuve du versant ouest de Madagascar dans la région Melaky. Il se jette dans l'océan Indien.